# Hessischer Bildungsserver
Der Hessische Bildungsserver ist als Bildungsserver die zentrale Einstiegsseite für pädagogische Akteure  im hessischen Schulwesen. Er macht Angebote für Lehrkräfte, Schüler, Sozialpädagogen, Schulverwaltungspersonal und auch für Eltern.
Im Angebot sind u. a. Unterrichtsmaterialien, Fortbildungsveranstaltungen für Lehrkräfte, Informationen zu Bildungsregionen und Schulen, Hinweise auf die Möglichkeiten der Medienzentren.
Ein wesentliches Angebotselement im Blick auf den Unterricht sind „Online-Lernarchive“, in denen Hinweise auf Materialien (u. a. Online-Materialien, Printmedien), Links auf Fachportale (Portale für Fachinformationen und Institutionen) gesammelt sind.
Die Grundschule wird in ihrem selbständigen Arbeiten durch die schülergemäße Plattform „Mauswiesel“ unterstützt. Für die Sekundarstufe I wurde 2010 eine eigene Plattform "Select I"  entwickelt.
Kommunikation und Kooperation innerhalb des hessischen Schulwesens werden insbesondere auch über spezielle Online-Plattformen und eine Online-Community gefördert.